# Rokosowo (Ukraina)
Rokosowo (ukr. Рокосово) – wieś na Ukrainie, w obwodzie zakarpackim, w rejonie chuściańskim, w hromadzie Chust. W 2023 liczyła 3922 mieszkańców, spośród których 3900 wskazało jako ojczysty język ukraiński.